# Polígon Industrial Font del Gerro
El Polígon Industrial Font del Gerro (Fuente del Jarro en castellà) és una àrea industrial del municipi de Paterna (l'Horta Nord, País Valencià). Es tracta d'un dels polígons industrials més grans i importants del País Valencià amb una superfície de 235,24 hectàrees i una capacitat per a allotjar a 500 empreses amb una superfície mitjana de 4.500m² i un total de 8.000 persones treballadores.
Font del Gerro comença a construir-se l'any 1967 i s'inaugura el 1974 impulsat per l'aleshores alcalde Gerardo Salvador amb el suport del ministre franquista Vicente Mortes, també natural de Paterna. L'objectiu fou la industrialització i frenar la taxa d'atur que patia del municipi.
El polígon s'ha desenvolupat sobre terrenys de cultius de secà en dues fases unides per un pas subterrani de circulació rodada i separades per la línia de ferrocarril de Llíria que correspon a la Línia 2 de Metrovalència, amb estació al complex industrial.
Geogràficament se situa al nord-oest del nucli principal de Paterna del qual el separen pocs quilòmetres tot i que en l'actualitat, després del creixement urbà de la ciutat, s'ha establit una continuïtat només interrompuda per la carretera CV-365.
Els accesos Polígon es realitzen a través de l'autovia V-30 (eixida 14) que enllaça amb la ronda de circumval·lació de València o Bypass (A-7), pocs metres a l'oest de Font del Gerro. Pel flanc est es troba l'autovia d'Ademús (V-35) que comunica amb el polígon a través del corredor comarcal CV-31.
Compta amb serveis com oficines de Correus, d'entitats financeres i altres serveis (agències de viatge, papereries, assegurances, gimnasos, centres mèdics, etc.) així com parc de bombers o escola infantil.

## Orige toponímic

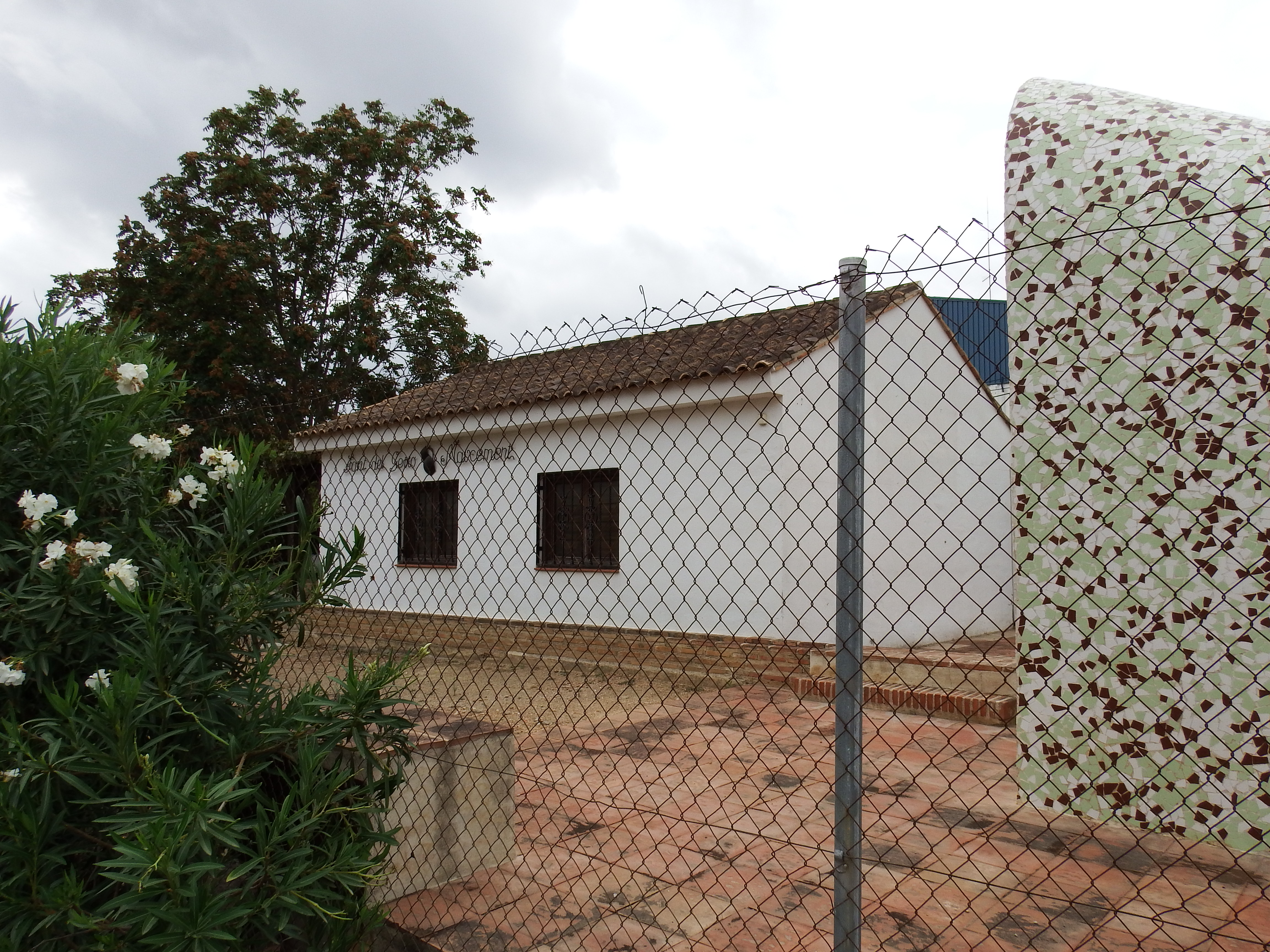
La font del Gerro

L'orige del nom prové de la font referenciada l'any 1858 i que va possibilitar l'arribada de l'aigua potable a Paterna anys més tard.